# 三宮ビブレ
三宮ビブレ（さんのみやビブレ）は、かつて兵庫県神戸市に所在したファッションビルである。現在の三宮オーパ。

## 概要
三宮センター街に所在するビルに入居していた。なお、ビル内にはオーエスドラッグなどビブレとは無関係なテナントも入居している。
1969年（昭和44年）11月15日に、ニチイ三宮店として開業した。その後1984年（昭和59年）3月3日に三宮VIVRE21となり、運営元の変遷を経て三宮ビブレとなる。
店舗面積は6,049m2で、ビブレとしては小型であった。
2018年（平成30年）4月27日に、同年2月28日に閉館した初代三宮オーパに入居していたテナントの一部が地下1階に移転し、ビブレの中にオーパが入居する特殊な形態となった。オーパの区画には、10店舗が出店した。
2019年8月22日をもってビブレとしての歴史に幕を下ろし、翌日より三宮オーパとしての営業を開始した。

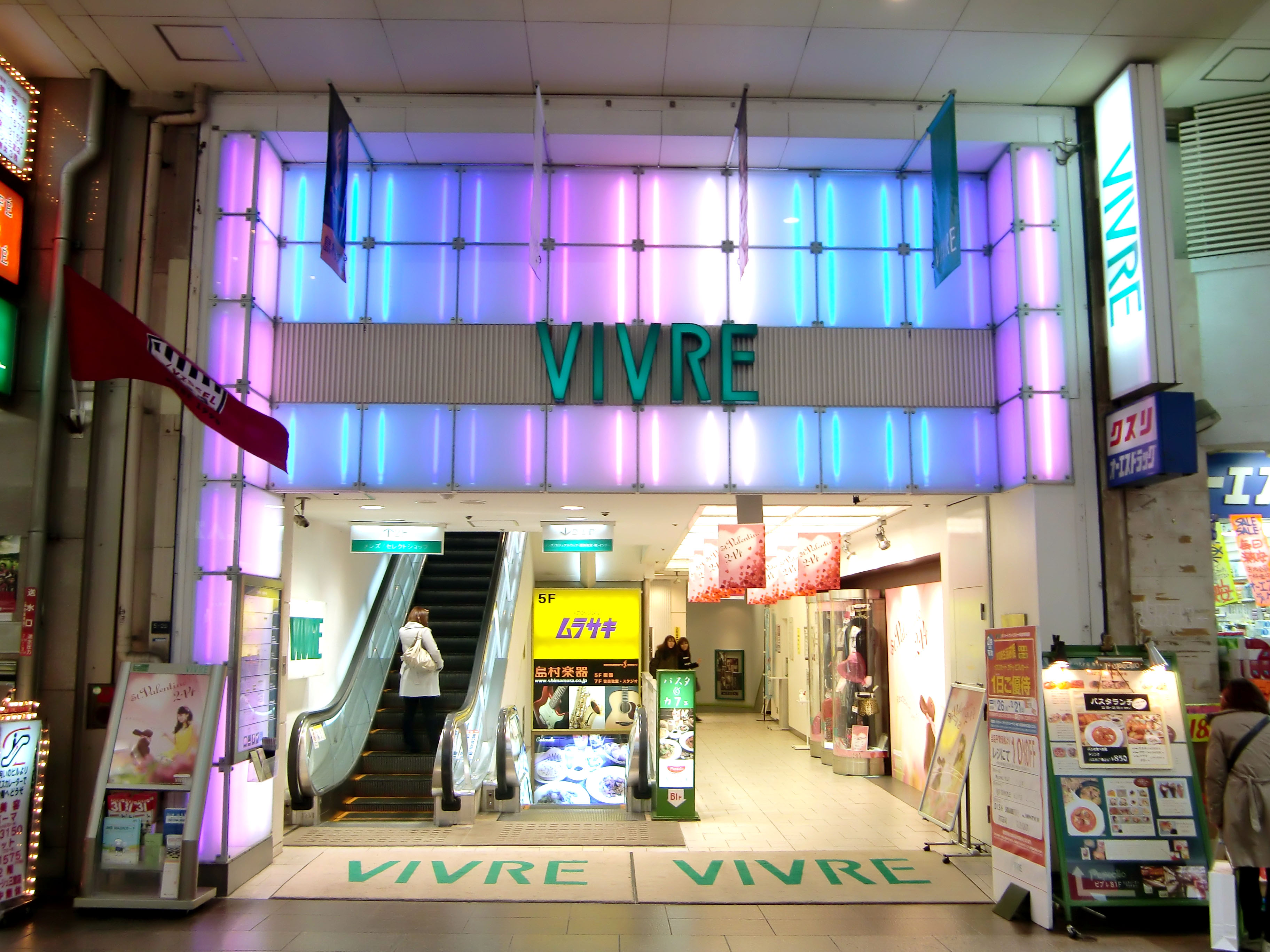
リニューアル前（2010年2月）
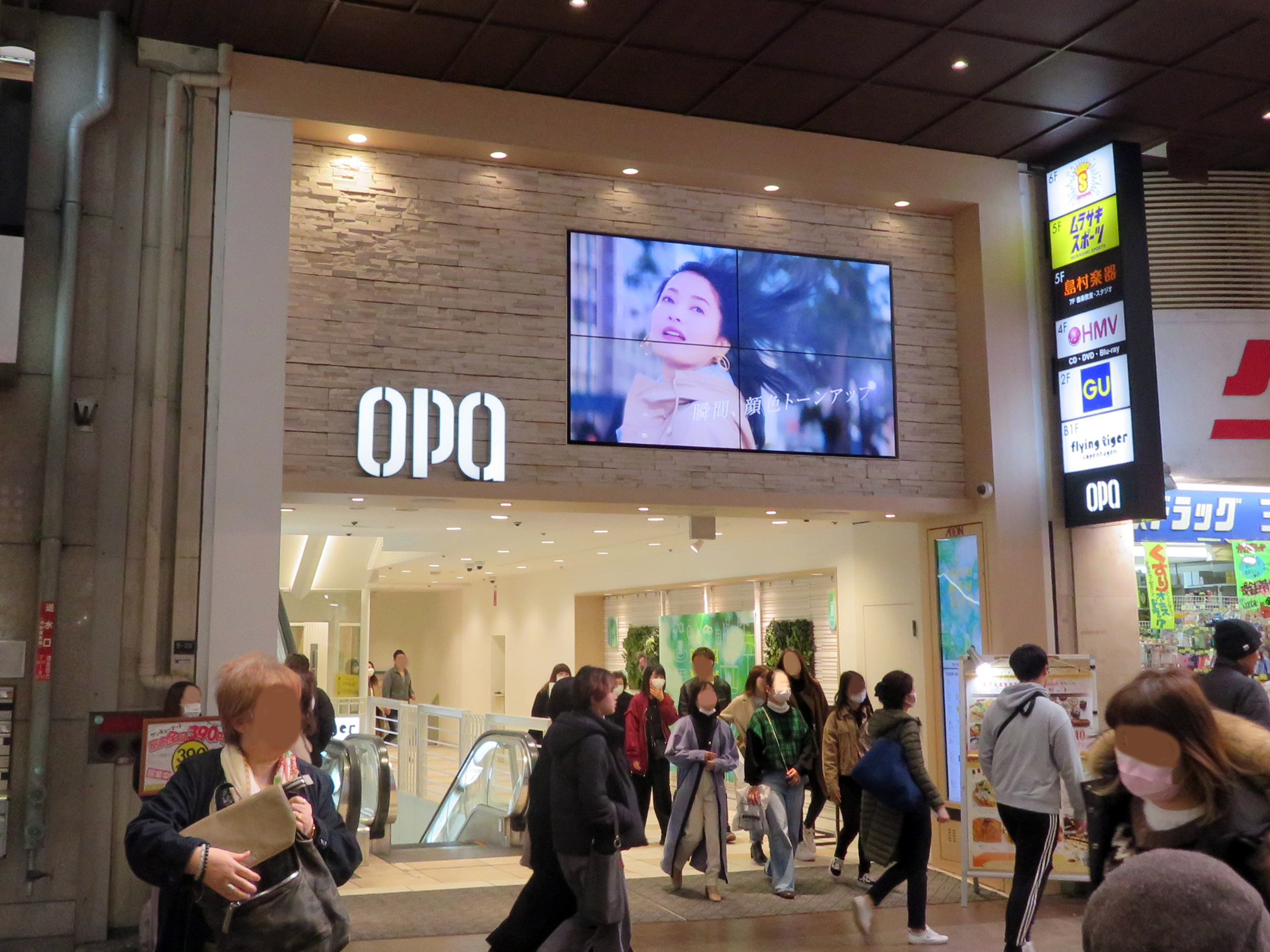
三宮オーパへの転換後（2020年3月）

## 沿革
- 1969年（昭和44年）11月15日 - ニチイ三宮店として開業。
- 1984年（昭和59年）3月3日 - ビブレに業態転換[2][8]。
- 1995年（平成7年）1月17日 - 阪神・淡路大震災で被災する。
- 2006年（平成18年）9月13日 - 6階のタワーレコードがミント神戸へ移転のため撤退する。
- 2014年（平成26年）
  - 3月20日 - ゴシック・ロリータの売場が4階に移転。
  - 4月18日 - 6階にスーパースピンズが開業。

- 2015年（平成27年）4月24日 - 2階にGUが開業する。
- 2016年（平成28年）12月8日 - 3階にFOREVER21が兵庫県初となる店舗を出店[9]。
- 2018年（平成30年）4月27日 - 地下1階に三宮オーパが開業する[6]。
- 2019年（令和元年）8月23日 - 全館を三宮オーパに改称し、三宮ビブレの名称が廃止される[7]。

## フロア構成
下記の図はビブレ時代のものである。オーパ転換後のフロア構成については、三宮オーパのフロア構成を参照。
| 階      | フロア概要                                                                 |
| 7階     | ミュージックのフロア 島村楽器のレンタルスタジオで構成                      |
| 6階     | スーパースピンズ                                                           |
| 5階     | ミュージック&スポーツのフロア 島村楽器、ムラサキスポーツの2店舗で構成      |
| 4階     | レディースファッションのフロア ロリータファッションブランドやHMVなどで構成 |
| 3階     | FOREVER21 デッキからさんプラザに直結                                       |
| 2階     | GU                                                                         |
| 1階     | エントランス 店舗はカードゲーム専門店1店とサービスカウンターのみ           |
| 地下1階 | レディスファッションのフロア さんちかと直結                                |